# Pierre-Charles Duvivier
Ne pas confondre avec le peintre français Pierre-Charles Duvivier (1716-1788).
Pour les articles homonymes, voir Duvivier.
Pierre-Charles Duvivier est un homme politique français né en 1728 à Arnouville-lès-Gonesse (Val-d'Oise) et mort le 27 juillet 1803 à Paris.

## Biographie
Propriétaire cultivateur à Bonneuil-en-France, Pierre-Charles Duvivier est député du tiers état aux États généraux de 1789 pour la prévôté et vicomté de Paris, siégeant avec la majorité réformatrice. Il siège à l'Assemblée nationale constituante au moment de la Révolution française, entre le 2 mai 1789 et le 30 septembre 1791.